# غويلرمو سافيدرا
غويلرمو سافيدرا (بالإسبانية: Guillermo Saavedra)‏ هو كاتب وصحفي وشاعر أرجنتيني، ولد في 1960.